# Gaobu, Henan
Gaobu (kinesiska: 高堡, 高堡乡) är en socken i Kina. Den ligger i provinsen Henan, i den centrala delen av landet, omkring 190 kilometer nordost om provinshuvudstaden Zhengzhou. Antalet invånare är 35 195. Befolkningen består av 17 314 kvinnor och 17 881 män. Barn under 15 år utgör 21,0 %, vuxna 15-64 år 70 %, och äldre över 65 år 8,0 %.
Genomsnittlig årsnederbörd är 623 millimeter. Den regnigaste månaden är juli, med i genomsnitt 194 mm nederbörd, och den torraste är januari, med 3 mm nederbörd.